# Ego Trippin'
Ego Trippin' é o nono álbum de estúdio do rapper estadunidense Snoop Dogg lançado em 11 de março de 2008.

## Antecedentes
O álbum foi originalmente criado para não ter convidados e mostrar apenas Snoop Dogg, daí o título "Ego Trippin'". No entanto, Snoop Dogg revelou esta informação era falsa, e que ele já tinha preparado faixas com participações de Charlie Wilson, Pharrell Williams entre outros. Toda a fotografia do disco foi tirada na Long Beach Polytechnic High School, colégio no qual Snoop estudou na juventude.
Snoop Dogg originalmente confirmou que Pharrell, Nelly e Charlie Wilson iriam aparecer em uma faixa intitulada "Feet Don't Fail Me Now"  e que ele também gostaria de trabalhar com Bono, Madonna e Mick Jagger. No entanto, "Feet Don't Fail Me Now" e nenhuma das colaborações fizeram parte da lista final do álbum, exceto as colaborações com Charlie Wilson e Pharrell. Colaborações com DJ Quik, Raphael Saadiq, Teddy Riley e Too Short também foram confirmadas para o álbum. Juntamente com DJ Quik, Teddy Riley, Snoop formou um supergrupo de produtores nomeado de "QDT" (Quik-Dogg-Teddy).
Snoop Dogg falou sobre o trabalho com Everlast para uma música country chamado de "Johnny Cash". No entanto, o título da faixa foi alterado para "My Medicine" tendo a participação de Everlast como guitarrista. Outra faixa com Charlie Wilson e The Band Gap chamado "Can't Say Goodbye" foi confirmada para aparecer no álbum. Snoop declarou sua opinião sobre essa faixa dizendo  "Esta canção me faz querer chorar toda vez que a ouço. Ele é um reflexo da minha vida e como eu cresci, não só como artista, mas também um homem - é sobre mim permanecer fiel a onde eu vim ao ter que aceitar onde estou na minha vida hoje, ela é profunda". Snoop Dogg e Charlie Wilson perfomaram "Can't Say Goodbye" no American Idol e no evento de caridade "Idol Gives Back". Em 29 de julho de 2008 o vídeo de "Those Gurlz" estreou no 106 & Park da emissora de black music BET.

## Recepção
| Críticas profissionais | Críticas profissionais |
| Pontuações agregadas   | Pontuações agregadas   |
| Fonte                  | Avaliação              |
| ---------------------- | ---------------------- |
| Metacritic             | (71/100)               |
| Avaliações da crítica  |                        |
| Fonte                  | Avaliação              |
| Allmusic               | [ 7 ]                  |
| Robert Christgau       | B−                     |
| Entertainment Weekly   | B                      |
| IGN                    | (8.4/10)               |
| Los Angeles Times      | [ 11 ]                 |
| Okayplayer             | (83/100)               |
| Pitchfork Media        | (6.6/10)               |
| PopMatters             | [ 14 ]                 |
| Rolling Stone          | [ 15 ]                 |
| USA Today              | [ 16 ]                 |

O álbum vendeu mais de 137 mil cópias em sua primeira semana no Estados Unidos, estreando na terceira posição na Billboard 200, e em segundo tanto na R&B/Hip-Hop Albums quanto na Rap Albums, ambas as paradas distribuídas pela revista Billboard. O álbum vendeu mais de 400.000 cópias.
Os críticos da revista Rolling Stone destacaram que: "Este rap abatido tem uma maneira de inspirar sons esquisitos criativamente feitos pelos produtores ... Resultado:. O melhor disco de Snoop Dogg em anos"
A revista Entertainment Weekly disse: "Tudo da personalidade de Snoop fez parte de seu nono CD, Ego Trippin'.... É sentimental, é divertido...Talvez este velho Dogg não precisa de novos truques."
A revista VIBE disse: "O single "Sexual Eruption" é uma obra prima do Funk retro."

## Singles
- Sexual Eruption foi lançado como primeiro single para o álbum em 20 de Novembro de 2007.[18] A canção é considerada um dos maiores sucessos da carreira do rapper tendo alcançado a setima posição na Billboard Hot 100,[19] e primeira na Hot Dance Club Songs,[20] e tendo boas colocações em outras diversas paradas musicais estadunidenses, a faixa ainda alcançou o topo das paradas musicais da Turquia,[21] e na Suécia,[22][23] ficando ainda entre as dez melhores em diversos países. O vídeo da música recebeu o titulo de "Sensual Seduction" devido a censura, foi dirigido por Melina e Steven Johnson, e estreou no dia 28 de novembro de 2007 na MTV.[24]
- Neva Have 2 Worry foi lançada como segundo single para o disco em 9 de Fevereiro de 2008, tendo a participação do cantor Uncle Chucc, e produção do proprio Snoop, juntamente com Terrace Martin. O videoclipe da faixa foi lançado oficialmente em 23 de Junho de 2008.[25]
- Life of da Party lançado como terceiro single do álbum em 11 de março de 2008, tendo a participação dos rapper's Too Short e Mistah F.A.B.. O single alcançou a quinta posição na Bubbling Under Hot 100, e a decima quarta na Rap Songs, ambas distribuídas pela revista Billboard[26] O vídeo da faixa estreou no programa 106 & Park da rede de televisão BET em 11 de março de 2008.[27]
- My Medicine foi o quarto single do disco, e o primeiro da carreira do rapper a explorar o estilo musical country, a faixa conta com a participação de Willie Nelson & Everlast.[28] A canção alcançou a trigésima nona posição na Mega Single Top 100, parada musical dos Países Baixos.[29] O videoclipe do single dirigido por Pook Brown.[30]
- Those Gurlz quinto e ultimo single de promoção do álbum foi lançado em 22 de Julho de 2008, foi escrita pelo proprio Snoop e produzida por Teddy Riley e DJ Quik. A canção alcançou a posição 91 na Billboard R&B/Hip-Hop Songs.[31] O vídeo foi lançado em 29 de julho de 2008 no programa 106 & Park do emissora de televisão americana BET, programa no qual premiou o vídeo como de melhor vídeo musical de 2008.[32] Mais tarde em 7 de Agosto de 2008, o videoclipe foi disponibilizado no iTunes,[33]

## Faixas
| N.º            | Título                                             | Duração |  |
| 1.             | "A Word Witchya!" (Introdução)                     | 1:20    |  |
| 2.             | "Press Play" (com Kurupt)                          | 3:48    |  |
| 3.             | "SD Is Out" (com Charlie Wilson)                   | 3:49    |  |
| 4.             | "Gangsta Like Me" (com Jamie Foxx)                 | 4:26    |  |
| 5.             | "Neva Have 2 Worry" (com Uncle Chucc)              | 4:18    |  |
| 6.             | "Sexual Eruption"                                  | 4:00    |  |
| 7.             | "Life of da Party" (com Too Short & Mistah F.A.B.) | 4:23    |  |
| 8.             | "Waste of Time" (com Raphael Saadiq)               | 3:33    |  |
| 9.             | "Cool"                                             | 4:01    |  |
| 10.            | "Sets Up" (com Pharrell Williams)                  | 3:44    |  |
| 11.            | "Deez Hollywood Nights"                            | 4:39    |  |
| 12.            | "Whateva U Do"                                     | 3:46    |  |
| 13.            | "Staxxx in My Jeans"                               | 3:49    |  |
| 14.            | "Been Around tha World"                            | 3:36    |  |
| 15.            | "Let It Out"                                       | 2:38    |  |
| 16.            | "My Medicine" (com Willie Nelson & Everlast)       | 2:40    |  |
| 17.            | "Ridin' in My Chevy"                               | 3:15    |  |
| 18.            | "Those Gurlz"                                      | 4:00    |  |
| 19.            | "One Chance (Make It Good)"                        | 3:33    |  |
| 20.            | "Why Did You Leave Me" (com Chili Chili)           | 4:07    |  |
| 21.            | "Can't Say Goodbye" (com Charlie Wilson)           | 4:07    |  |
| Duração total: | Duração total:                                     | 77:43   |  |

| Faixa bônus no iTunes |             |         |  |
| N.º                   | Título      | Duração |  |
| 1.                    | "Walk Away" | 4:08    |  |

| Faixa bônus na Austrália |                  |         |  |
| N.º                      | Título           | Duração |  |
| 1.                       | "Nobody Better!" | 3:24    |  |

| Faixa bônus no Japão |              |         |  |
| N.º                  | Título       | Duração |  |
| 1.                   | "Shootem Up" | 3:40    |  |

Notas
- "A Word Witchya!" contem samples de "Distant Lover" de Marvin Gaye
- "Press Play" "Voyage to Atlantis" de The Isley Brothers
- "Cool" é um cover da canção "Cool" de The Time
- "Sets Up" contem samples de "Hola' Hovito" de Jay-Z
- "Deez Hollywood Nights" contem samples de "Hollywood Knights" de Brooklyn Dreams
- "My Medicine" contem samples de "Jack Be Nimble" de Traditional Folk
- "Those Girls" contem samples de "Too Much Heaven" de The Bee Gees
- "One Chance (Make it Good)" contem samples de "Make It Good" de Prince Philip Mitchell
- "Why Did You Leave Me" contem samples de "Celtic Rain" de Mike Oldfield
- "Can't Say Goodbye" contem samples de "The Way It Is" de Bruce Hornsby

## Desempenho nas paradas
| Paradas (2008)                          | Melhor Posição |
| --------------------------------------- | -------------- |
| Alemanha (Offizielle Deutsche Charts)   | 29             |
| Áustria (Ö3 Austria Top 40)             | 42             |
| Austrália (ARIA)                        | 29             |
| Bélgica (Ultratop Flandres)             | 27             |
| Bélgica (Ultratop Valônia)              | 70             |
| Canadá (Billboard)                      | 3              |
| Croácia (Croatian Albums Chart)         | 34             |
| Dinamarca (Hitlisten)                   | 40             |
| Estados Unidos (Billboard 200)          | 3              |
| Estados Unidos (Top R&B/Hip Hop Albums) | 2              |
| Estados Unidos (Top Rap Albums)         | 2              |
| França (SNEP)                           | 19             |
| Mundo (UWC)                             | 5              |
| Noruega (VG-lista)                      | 26             |
| Nova Zelândia (RMNZ)                    | 24             |
| Países Baixos (Dutch Charts)            | 34             |
| Reino Unido (UK Albums Chart)           | 23             |
| Reino Unido (UK R&B Albums Chart)       | 4              |
| Suíça (Schweizer Hitparade)             | 9              |

| Estados Unidos (RIAA) |      | 400,000* |
| Rússia (2M) | Ouro | 25,000*  |
| Vendas totais |      |          |
| Mundo |      | 600,000  |
| *número de vendas baseado na certificação ^ figuras embarques com base apenas na certificação ºnúmeros não especificados baseando-se apenas na certificação |      |          |

| Paradas (2008)                                    | Melhor posição |
| ------------------------------------------------- | -------------- |
| Estados Unidos (Billboard 200)                    | 115            |
| Estados Unidos (Billboard Top R&B/Hip-Hop Albums) | 33             |
| Estados Unidos (Billboard Top Rap Albums)         | 11             |

## Histórico de lançamento
| País           | Data                | Gravadora      |
| -------------- | ------------------- | -------------- |
| Alemanha       | 7 de Março de 2008  | Geffen Records |
| Estados Unidos | 11 de Março de 2008 | Geffen Records |
| Reino Unido    | 31 de Março de 2008 | Geffen Records |